# Kuštanovci
Kuštanovci (madžarsko Gesztenyés, prekmursko Küštanovci) so naselje v Občini Puconci.